# Wide Awake
Wide Awake este o melodie a cântăreței americane Katy Perry din Teenage Dream: The Complete Confection. Ea a co-scris piesa cu Max Martin, Bonnie McKee și producătorii acesteia, Dr.Luke și Cirkut. A fost scris special pentru filmul autobiografic al lui Perry Katy Perry: Part of Me. Capitol Records a lansat piesa pe posturile de radio pe 22 mai 2012. Piesa este o baladă puternică stilată în dance-pop și conține versuri despre realitatea unei despărțiri și a avansării.